# پیریت (فیلم ۱۹۱۹)
«پیریت» (انگلیسی: Fool's Gold (1919 film)) یک فیلم به کارگردانی لاورنس تریمبل و فیل روزن است که در سال ۱۹۱۹ منتشر شد. از بازیگران آن می‌توان به میچل لوئیس، فلورنس ترنر، و اولین برنت اشاره کرد.